# Bozhou
Bozhou is een stad in de gelijknamige prefectuur in de oostelijke provincie Anhui, Volksrepubliek China. Bij de volkstelling van 2020 had de stad 750.569 inwoners, de prefectuur had 4.996.844 inwoners.
De prefectuur grenst in het noordoosten aan Huaibei, in het zuidoosten aan Bengbu, in het zuiden aan Huainan, in het zuidwesten aan Fuyang en in het noorden aan de provincie Henan.